# Kissin' Christmas (クリスマスだからじゃない)
「Kissin' Christmas (クリスマスだからじゃない)」（キッシン・クリスマス クリスマスだからじゃない）は、桑田佳祐 & His Friendsの楽曲。作詞・松任谷由実、作曲・桑田佳祐、編曲・KUWATA BAND。

## 背景
日本テレビが1986年と1987年の12月24日に放送した音楽番組「Merry X'mas Show」のテーマソングとして使用され、番組のラストで出演者全員によって歌われた。
作詞は松任谷由実（以下記事内では「ユーミン」と表記）、作曲は桑田佳祐、編曲はKUWATA BANDで、クリスマスや正月に向けたメロディーなど桑田特有の遊びが施され、歌詞は冬の曲が多いユーミンらしい独特なウィンターラブソングに仕上がっている。番組中でユーミンは「詞を書くのに桑田君が作ったデモテープを聞いたところ、英語の歌詞が全部デタラメですごく苦労した」と語っている。元々4分ほどの曲で作っていたものの、番組の制作会社であるフルハウス（現：ハウフルス）の菅原正豊に「4分じゃ短い」と言われて5分まで延ばしたが、「まだ足りない」として7分超まで演奏時間を延ばした。
放送内で「Merry X'mas Show」の出演者が歌う場面がたびたび見られ、サザンオールスターズのメンバーとしては桑田のほか原由子と松田弘もボーカルの一節を歌った。番組内で「レコードにはしない!」と宣言され、有線ラジオ放送およびFM放送のプロモレコード (CD) 以外は長年一般発売されなかった。のちに音源化を熱望したスタッフがビクターエンタテインメントのスタジオでマスターテープを発見し、2012年7月18日発売の桑田のベスト・アルバム『I LOVE YOU -now & forever-』に収録が決まり、初めて商品として音源化された。番組「Merry X'mas Show」の音源ではなく、リード・ボーカルを桑田1人で担当してユーミン以外の女性ボーカルと歌った音源である。

## 録音
有線ラジオ放送やFM放送用、番組放送前後にレコード・ショップへ配布されたプロモーション用のアナログ盤を除いて長年商品化されず、番組中でも「レコード（商品）化しないから、いいんです」と発言するなど、当初から商品化を予定しなかった。USENやラジオ局は音源を有するため、リクエストすれば季節に関係なく聴くことができた。バージョンは前述した後年のアルバム収録の音源と同じく、リード・ボーカルを桑田が1人で全編担当した。
マスターテープを発見した時、アナログ盤とデジタル盤がみつかったが、アナログ盤はあまりにも古かったためテープ同士が1枚1枚張りついており、オーブンで少しずつ温めて丁寧に直していった。デジタル盤は使い物にならなかった。

## その他
2018年12月31日に『第69回NHK紅白歌合戦』で桑田とユーミンがこの曲の制作及び『メリー・クリスマス・ショー』以来31年ぶりに共演。「勝手にシンドバッド」の歌唱中に実現したツーショットが話題となる。2019年6月に東京ドームで行われたサザンの全国ツアーの最終日に観覧し、双方のSNSにサザンとユーミンが楽屋で集合した写真が掲載された。
現在も桑田は自身のラジオで度々ユーミンに対する尊敬の念を語ることがある。ライブ『ひとり紅白歌合戦』などで楽曲をカバーすることもある。

## 参加ミュージシャン
『I LOVE YOU -now & forever-』に収録されたプロモーションレコードのバージョンのもの。
- 桑田佳祐:Vocal, Chorus
- 河内淳一:Guitar
- 琢磨仁:Bass
- 松田弘:Drums
- 小島良喜:Piano, Synthesizer
- 今野多久郎:Percussions
- 古川貴司:Synthesizer & Computer Programming
- OUR "Very Merry X'mas" FRIENDS:Chorus

## Kissin' Christmas（クリスマスだからじゃない）2023
2023年に桑田佳祐 & 松任谷由実名義で『Kissin' Christmas（クリスマスだからじゃない）2023』としてリメイクされ、同年11月27日より配信販売がなされ、12月20日にCDシングル、2024年2月14日にアナログ盤として発売された。ジャケットもプロモーション盤の流用でなく、新しく書き起こされた。本楽曲がシングルとして正式に単独発売されるのはこれが初めてのことである。本作の収益の一部は「セーブ・ザ・チルドレン」に寄付される。

### チャート成績
2023年12月6日（集計期間：2023年11月27日～12月3日）に公開されたBillboard JAPANダウンロード・ソング・チャート“Download Songs"では、17,172DLで1位にランクインした。同日発表のラジオオンエアチャート（プランティック調べ）でも1位にランクインしている。
2023年12月11日付のオリコン週間デジタルシングルランキングにて初週1.7万DLを売り上げ、初登場1位を獲得した。
CD盤は2024年1月1日付のオリコン週間シングルランキングにて、初登場3位を獲得した。

### 収録曲
1. Kissin' Christmas (クリスマスだからじゃない) 2023 (7:02)[18]
（作詞：松任谷由実、作曲：桑田佳祐 / 編曲：桑田佳祐 & 片山敦夫）[15]
桑田とユーミンのデュエットとして新たにレコーディングされており、前述したオリジナルバージョンからは「Joy to The World（もろびとこぞりて）」や「お正月」が流れるお遊びが受け継がれたほか、本シングルでのバージョンでは新たに桑田が「恋人がサンタクロース」、ユーミンが「波乗りジョニー」、桑田・ユーミンが「ルージュの伝言」を歌う場面が取り入れられ、アウトロでは「ハッピー・クリスマス（戦争は終った）」を彷彿させる囁きが収録された[19]。
2. Kissin' Christmas (クリスマスだからじゃない) 2023 -Original Karaoke-
  - CD,アナログ盤のみ収録。

### 参加ミュージシャン
- 桑田佳祐:Vocal, Acoustic Guitar, Electric Guitar, Hand Clap & Backing Vocal
- 松任谷由実:Vocal & Backing Vocal
- 片山敦夫:Piano, Synth-Bass, Synth-Organ, Synth-Bell & Synthesizer
- 曽我淳一:Synth-Organ, Synthesizer & Rhythm Programming
- 原由子:Chorus Arrangement & Backing Vocal
- 河内淳一:Electric Guitar

## カバー
- 1999年：TRY-TONE - アルバム『J-POP A CAPPELLA CHRISTMAS ALBUM』に収録。